# BMW Compact
BMW Compact är halvkombiformen av BMW 3-serien, som lanserades 1994 som årsmodell 1995. Man tog därmed upp arvet från Touring-modellerna i 02-serien på 1970-talet. Modellen erbjöds med bensinmotorer på 1,6, 1,8 och 2,5 liter med 102, 140 och 170 hk. År 1999 ersattes 1,6:an av en 1,9 med 105 hk, fortfarande kallad 316i. Dessutom erbjöds en dieselmotor på 1,7 liter med 90 hk, kallad 318tds.
Andra generationen lanserades 2001 som årsmodell 2002. Produktionen lades ned 2004, och modellen efterträddes av BMW 1-serien.

## Motoralternativ

### Första generationen (E36)
| Modell | Årsmodell | Motor                   | Cylindervolym | Effekt | Vridmoment | Bränslesystem      |
| ------ | --------- | ----------------------- | ------------- | ------ | ---------- | ------------------ |
| 316i   | 1995-1999 | 4-cyl radmotor SOHC 8V  | 1596 cm³      | 102 hk | 150 Nm     | Bränsleinsprutning |
| 316i   | 2000-2001 | 4-cyl radmotor SOHC 8V  | 1895 cm³      | 105 hk | 165 Nm     | Bränsleinsprutning |
| 318ti  | 1995      | 4-cyl radmotor DOHC 16V | 1796 cm³      | 140 hk | 175 Nm     | Bränsleinsprutning |
| 318ti  | 1996-1999 | 4-cyl radmotor DOHC 16V | 1895 cm³      | 140 hk | 180 Nm     | Bränsleinsprutning |
| 323ti  | 1998-2001 | 6-cyl radmotor DOHC 24V | 2494 cm³      | 170 hk | 245 Nm     | Bränsleinsprutning |
| 318tds | 1995-2001 | 4-cyl radmotor SOHC 8V  | 1665 cm³      | 90 hk  | 190 Nm     | Turbodiesel        |

### Andra generationen (E46)
| Modell | Årsmodell | Motor                   | Cylindervolym | Effekt | Vridmoment | Bränslesystem      |
| ------ | --------- | ----------------------- | ------------- | ------ | ---------- | ------------------ |
| 316ti  | 2002-2004 | 4-cyl radmotor DOHC 16V | 1796 cm³      | 115 hk | 150 Nm     | Bränsleinsprutning |
| 318ti  | 2002-2004 | 4-cyl radmotor DOHC 16V | 1995 cm³      | 143 hk | 200 Nm     | Bränsleinsprutning |
| 325ti  | 2002-2004 | 6-cyl radmotor DOHC 24V | 2494 cm³      | 192 hk | 245 Nm     | Bränsleinsprutning |
| 318td  | 2003-2004 | 4-cyl radmotor DOHC 16V | 1995 cm³      | 115 hk | 280 Nm     | Turbodiesel        |
| 320td  | 2002-2004 | 4-cyl radmotor DOHC 16V | 1995 cm³      | 150 hk | 330 Nm     | Turbodiesel        |

- Wikimedia Commons har media som rör BMW Compact.